# India Open 2009
Die India Open 2009 im Badminton fanden vom 24. bis 29. März 2009 in Hyderabad statt.

## Austragungsort
- Gachibowli Indoor Stadium, Hyderabad, Andhra Pradesh

## Sieger und Platzierte
| Disziplin    | Gold                        | Silber                                 | Bronze                           |
| ------------ | --------------------------- | -------------------------------------- | -------------------------------- |
| Herreneinzel | Taufik Hidayat              | Muhammad Hafiz Hashim                  | Tommy Sugiarto                   |
| Herreneinzel | Taufik Hidayat              | Muhammad Hafiz Hashim                  | Chen Long                        |
| Dameneinzel  | Pi Hongyan                  | Julia Wong Pei Xian                    | Yu Hirayama                      |
| Dameneinzel  | Pi Hongyan                  | Julia Wong Pei Xian                    | Zhang Beiwen                     |
| Herrendoppel | Choong Tan Fook Lee Wan Wah | Hendri Kurniawan Saputra Hendra Wijaya | Joko Riyadi Candra Wijaya        |
| Herrendoppel | Choong Tan Fook Lee Wan Wah | Hendri Kurniawan Saputra Hendra Wijaya | Alvent Yulianto Hendra Gunawan   |
| Damendoppel  | Ma Jin Wang Xiaoli          | Vita Marissa Nadya Melati              | Jwala Gutta Shruti Kurien        |
| Damendoppel  | Ma Jin Wang Xiaoli          | Vita Marissa Nadya Melati              | Jo Novita Endang Nursugianti     |
| Mixed        | Flandy Limpele Vita Marissa | Valiyaveetil Diju Jwala Gutta          | Ong Jian Guo Chong Sook Chin     |
| Mixed        | Flandy Limpele Vita Marissa | Valiyaveetil Diju Jwala Gutta          | Tontowi Ahmad Richi Puspita Dili |

## Finalergebnisse
| Disziplin    | Sieger                      | Finalist                               | Ergebnis            |
| ------------ | --------------------------- | -------------------------------------- | ------------------- |
| Herreneinzel | Taufik Hidayat              | Muhammad Hafiz Hashim                  | 21–18, 21–19        |
| Dameneinzel  | Pi Hongyan                  | Julia Wong Pei Xian                    | 17–21, 21–15, 21–14 |
| Herrendoppel | Choong Tan Fook Lee Wan Wah | Hendri Kurniawan Saputra Hendra Wijaya | 21–9, 21–11         |
| Damendoppel  | Ma Jin Wang Xiaoli          | Vita Marissa Nadya Melati              | 21–14, 21–13        |
| Mixed        | Flandy Limpele Vita Marissa | Diju Valiyaveetil Jwala Gutta          | 21–14, 21–17        |

## Ergebnisse

### Herreneinzel
- Chen Long –  Lee Chong Wei: 7-21 / 21-16 / 21-18
- R. M. V. Gurusaidutt –  Brice Leverdez: 21-16 / 21-11
- Anand Pawar –  Venkatesh Prasad: 21-6 / 21-13
- Wen Kai –  Derek Wong Zi Liang: 24-22 / 21-19
- Lee Tsuen Seng –  J. B. S. Vidyadhar: 21-15 / 21-14
- Abhimanyu Singh –  Chan Yun Lung: 21-18 / 15-21 / 21-13
- Roslin Hashim –  C. M. Shashidhar: 21-15 / 21-11
- Chetan Anand –  Chong Chieh Lok: 14-21 / 21-9 / 22-20
- Zhou Wenlong –  Srujan Nandaluri: 21-18 / 21-16
- Muhammad Hafiz Hashim –  B. Sumeeth Reddy: 21-11 / 21-12
- Wong Wing Ki –  Indra Mehata: 21-17 / 21-17
- Andre Kurniawan Tedjono –  Nigel D'sa: 21-8 / 21-8
- Mohit Kamat –  Abhijeet Naimpally: 22-20 / 21-12
- Chong Wei Feng –  Utsav Mishra: 21-12 / 21-11
- Chan Kwong Beng –  Saurav Kapoor: 21-14 / 21-9
- K. Tanishak –  Matthieu Lo Ying Ping: 21-15 / 21-11
- Tommy Sugiarto –  Kashyap Parupalli: 21-17 / 17-21 / 21-14
- T. Dinesh –  Rohit More: 21-19 / 21-16
- Sairul Amar Ayob –  Sachin Ratti: 21-10 / 21-11
- Anshuman Hazarika –  Jagadish Yadav: 21-17 / 21-14
- Anup Sridhar –  Sachin Kumar Rana: 21-3 / 21-7
- Tan Chun Seang –  Thomas Kurian: 21-16 / 21-19
- Nguyễn Tiến Minh –  Bikash Shrestha: 21-7 / 21-7
- Rohan Castelino –  K. Ajay Kumar: 21-10 / 21-12
- Kuan Beng Hong –  Oscar Bansal: 21-19 / 21-1
- Qiu Yanbo –  P. Vinay Kumar Reddy: 21-18 / 21-18
- Sai Praneeth Bhamidipati –  Pei Wee Chung: 21-18 / 21-5
- Ashton Chen Yong Zhao –  Sagar Chopda: 21-16 / 21-17
- Arvind Bhat –  Du Pengyu: 21-19 / 7-21 / 21-13
- Hu Yun –  Arif Abdul Latif: 21-16 / 21-13
- Taufik Hidayat –  K. Nandagopal: 21-8 / 21-13
- Daren Liew –  Sourabh Varma: w.o.
- Chen Long –  R. M. V. Gurusaidutt: 21-17 / 21-16
- Anand Pawar –  Wen Kai: 21-15 / 19-21 / 21-16
- Lee Tsuen Seng –  Abhimanyu Singh: 21-16 / 21-10
- Roslin Hashim –  Daren Liew: 22-20 / 21-12
- Zhou Wenlong –  Chetan Anand: 21-9 / 22-24 / 21-8
- Muhammad Hafiz Hashim –  Wong Wing Ki: 21-11 / 18-21 / 21-14
- Andre Kurniawan Tedjono –  Mohit Kamat: 11-21 / 21-8 / 21-10
- Chan Kwong Beng –  Chong Wei Feng: 21-15 / 15-21 / 21-19
- Tommy Sugiarto –  K. Tanishak: 21-18 / 21-10
- Sairul Amar Ayob –  T. Dinesh: 21-15 / 21-10
- Anup Sridhar –  Anshuman Hazarika: 21-8 / 21-8
- Tan Chun Seang –  Nguyễn Tiến Minh: 21-15 / 10-21 / 21-18
- Kuan Beng Hong –  Rohan Castelino: 21-16 / 21-8
- Qiu Yanbo –  Sai Praneeth Bhamidipati: 22-20 / 21-12
- Arvind Bhat –  Ashton Chen Yong Zhao: 21-10 / 21-12
- Taufik Hidayat –  Hu Yun: 18-21 / 21-18 / 21-19
- Chen Long –  Anand Pawar: 21-12 / 21-12
- Lee Tsuen Seng –  Roslin Hashim: 21-8 / 21-15
- Muhammad Hafiz Hashim –  Zhou Wenlong: 21-15 / 11-21 / 21-16
- Andre Kurniawan Tedjono –  Chan Kwong Beng: 21-18 / 21-18
- Tommy Sugiarto –  Sairul Amar Ayob: 21-14 / 19-21 / 21-17
- Tan Chun Seang –  Anup Sridhar: 9-21 / 21-19 / 21-18
- Kuan Beng Hong –  Qiu Yanbo: 21-9 / 21-19
- Taufik Hidayat –  Arvind Bhat: 21-14 / 21-11
- Chen Long –  Lee Tsuen Seng: 21-15 / 21-8
- Muhammad Hafiz Hashim –  Andre Kurniawan Tedjono: 21-18 / 14-21 / 21-16
- Tommy Sugiarto –  Tan Chun Seang: 13-21 / 21-18 / 21-9
- Taufik Hidayat –  Kuan Beng Hong: 17-21 / 21-17 / 21-19
- Muhammad Hafiz Hashim –  Chen Long: 21-18 / 19-21 / 21-15
- Taufik Hidayat –  Tommy Sugiarto: 21-13 / 21-11
- Taufik Hidayat –  Muhammad Hafiz Hashim: 21-18 / 21-19

### Dameneinzel Qualifikation
- Maneesha Kukkapalli –  Sonal More: 21-14 / 21-15
- Arundhati Pantawane –  Meenakshi Nair: 21-13 / 21-15
- Aparna Balan –  Mohita Sahdev: 21-11 / 21-12
- Chitralekha –  Sara Devi Tamang: 21-16 / 21-11
- Anita Ohlan –  Parssa Naqvi: 21-15 / 20-22 / 21-15
- Anuradha Shrikhande –  Trupti Lavania: 21-17 / 21-17
- Ashwini Ponnappa –  Bibari Basumatary: 21-14 / 21-11
- Arundhati Pantawane –  Maneesha Kukkapalli: 21-5 / 21-14
- Aparna Balan –  P. V. Sindhu: 21-16 / 15-21 / 21-18
- Chitralekha –  Anita Ohlan: 21-17 / 25-23
- Ashwini Ponnappa –  Anuradha Shrikhande: 21-14 / 21-16

### Dameneinzel
- Pi Hongyan –  Trupti Murgunde: 21-18 / 21-18
- Wang Shixian –  Neha Pandit: 21-13 / 21-11
- Xia Jingyun –  Xing Aiying: 21-19 / 21-4
- Cheng Wen –  Aditi Mutatkar: 14-21 / 21-7 / 21-7
- Wong Mew Choo –  Arundhati Pantawane: 16-21 / 21-13 / 21-19
- Mong Kwan Yi –  Siki Reddy: w.o.
- Yu Hirayama –  Anjali Kalita: 21-15 / 21-15
- P. C. Thulasi –  Chitralekha: 21-13 / 19-21 / 21-16
- Shizuka Uchida –  Aparna Balan: 13-21 / 21-17 / 21-14
- Lydia Cheah Li Ya –  Ayaka Takahashi: 21-13 / 15-21 / 21-9
- Sampada Sahasrabuddhe –  Dhanya Nair: 21-18 / 22-20
- Zhang Beiwen –  Maria Kristin Yulianti: 18-21 / 21-11 / 21-19
- Ashwini Ponnappa –  Fu Mingtian: 23-21 / 21-14
- Julia Wong Pei Xian –  Sayali Gokhale: 21-15 / 21-23 / 21-14
- Chan Hung Yung –  Mudra Dhainje: 14-21 / 21-5 / 21-19
- Saina Nehwal –  Chew Yen Daphne Ng: 21-6 / 21-10
- Pi Hongyan –  Wang Shixian: 21-19 / 21-19
- Xia Jingyun –  Cheng Wen: 12-21 / 24-22 / 21-12
- Wong Mew Choo –  Mong Kwan Yi: 21-11 / 14-21 / 21-18
- Yu Hirayama –  P. C. Thulasi: 21-11 / 21-18
- Lydia Cheah Li Ya –  Shizuka Uchida: 21-23 / 21-17 / 21-6
- Zhang Beiwen –  Sampada Sahasrabuddhe: 21-18 / 21-17
- Julia Wong Pei Xian –  Ashwini Ponnappa: 21-16 / 21-16
- Saina Nehwal –  Chan Hung Yung: 21-8 / 21-8
- Pi Hongyan –  Xia Jingyun: 22-20 / 18-21 / 21-14
- Yu Hirayama –  Wong Mew Choo: 21-17 / 21-18
- Zhang Beiwen –  Lydia Cheah Li Ya: 22-20 / 21-9
- Julia Wong Pei Xian –  Saina Nehwal: 12-21 / 21-13 / 21-18
- Pi Hongyan –  Yu Hirayama: 21-7 / 21-14
- Julia Wong Pei Xian –  Zhang Beiwen: 19-21 / 21-13 / 21-15
- Pi Hongyan –  Julia Wong Pei Xian: 17-21 / 21-15 / 21-14

### Herrendoppel Qualifikation
- Bennet Antony /  P. H. Suraj –  Venkatesh Prasad /  Jagadish Yadav: 21-15 / 26-24
- K. S. Hersen /  Jayan James –  Joy T. Antony /  Thomas Kurian: 21-18 / 21-11

### Herrendoppel
- Choong Tan Fook /  Lee Wan Wah –  N. N. Vinayak /  P. Vinay Kumar Reddy: 21-10 / 21-23 / 21-7
- Danny Bawa Chrisnanta /  Chayut Triyachart –  Baptiste Carême /  Ronan Labar: 21-15 / 21-18
- Naoki Kawamae /  Shoji Sato –  Alwin Francis /  Sanker Gopan: 21-10 / 21-9
- Li Tian /  Shen Ye –  D. Guru Prasad /  Manuel Vineeth: 21-12 / 21-14
- Rupesh Kumar /  Sanave Thomas –  Mohd Lutfi Zaim Abdul Khalid /  Teo Kok Siang: 23-21 / 21-17
- Chen Zhiben /  Tao Jiaming –  K. S. Hersen /  Jayan James: 23-21 / 21-16
- Joko Riyadi /  Candra Wijaya –  Yohan Hadikusumo Wiratama /  Wong Wai Hong: 12-21 / 21-15 / 21-15
- Sai Praneeth Bhamidipati /  Pranav Chopra –  T. Dinesh /  Kiran Kumar: 21-12 / 21-13
- Goh V Shem /  Ong Jian Guo –  Jaseel P. Ismail /  J. B. S. Vidyadhar: 21-11 / 21-9
- Hoon Thien How /  Lin Woon Fui –  Wifqi Windarto /  Afiat Yuris Wirawan: 21-7 / 21-18
- Alvent Yulianto /  Hendra Gunawan –  Anup Sridhar /  Valiyaveetil Diju: 21-15 / 21-7
- Fernando Kurniawan /  Lingga Lie –  Chai Biao /  Liu Xiaolong: 21-17 / 19-21 / 21-16
- Akshay Dewalkar /  Jishnu Sanyal –  Bennet Antony /  P. H. Suraj: 21-14 / 17-21 / 22-20
- Chung Chiat Khoo /  Ong Soon Hock –  Tarun Kona /  Arun Vishnu: 21-16 / 21-17
- Hendri Kurniawan Saputra /  Hendra Wijaya –  Mak Hee Chun /  Tan Wee Kiong: 21-15 / 21-15
- Chan Chong Ming /  Chew Choon Eng –  Hui Wai Ho /  Albertus Susanto Njoto: 21-18 / 17-21 / 21-19
- Choong Tan Fook /  Lee Wan Wah –  Danny Bawa Chrisnanta /  Chayut Triyachart: 21-16 / 21-11
- Li Tian /  Shen Ye –  Naoki Kawamae /  Shoji Sato: 28-26 / 21-19
- Chen Zhiben /  Tao Jiaming –  Rupesh Kumar /  Sanave Thomas: 21-19 / 21-18
- Joko Riyadi /  Candra Wijaya –  Sai Praneeth Bhamidipati /  Pranav Chopra: 21-12 / 21-6
- Hoon Thien How /  Lin Woon Fui –  Goh V Shem /  Ong Jian Guo: 21-19 / 18-21 / 21-15
- Alvent Yulianto /  Hendra Gunawan –  Fernando Kurniawan /  Lingga Lie: 21-17 / 21-8
- Chung Chiat Khoo /  Ong Soon Hock –  Akshay Dewalkar /  Jishnu Sanyal: 21-18 / 21-18
- Hendri Kurniawan Saputra /  Hendra Wijaya –  Chan Chong Ming /  Chew Choon Eng: 21-15 / 21-19
- Choong Tan Fook /  Lee Wan Wah –  Li Tian /  Shen Ye: 21-13 / 21-8
- Joko Riyadi /  Candra Wijaya –  Chen Zhiben /  Tao Jiaming: 21-17 / 18-21 / 21-17
- Alvent Yulianto /  Hendra Gunawan –  Hoon Thien How /  Lin Woon Fui: 21-14 / 21-14
- Hendri Kurniawan Saputra /  Hendra Wijaya –  Chung Chiat Khoo /  Ong Soon Hock: 15-21 / 22-20 / 21-13
- Choong Tan Fook /  Lee Wan Wah –  Joko Riyadi /  Candra Wijaya: 21-6 / 22-20
- Hendri Kurniawan Saputra /  Hendra Wijaya –  Alvent Yulianto /  Hendra Gunawan: 21-13 / 21-15
- Choong Tan Fook /  Lee Wan Wah –  Hendri Kurniawan Saputra /  Hendra Wijaya: 21-9 / 21-11

### Damendoppel
- Komala Dewi /  Debby Susanto –  Dhanya Nair /  Anita Ohlan: 21-8 / 21-17
- Vita Marissa /  Nadya Melati –  Wang Siyun /  Zhang Jinkang: 21-19 / 21-13
- Marylen Ng Poau Leng /  Woon Khe Wei –  Meenakshi Nair /  Mohita Sahdev: 21-8 / 21-7
- Louisa Koon Wai Chee /  Mong Kwan Yi –  Maneesha Kukkapalli /  P. V. Sindhu: 21-13 / 21-7
- Haw Chiou Hwee /  Li Yujia –  P. C. Thulasi /  Siki Reddy: 21-14 / 21-5
- Endang Nursugianti /  Jo Novita –  Ashwini Ponnappa /  Nitya Sosale: 21-23 / 21-15 / 21-18
- Yu Hirayama /  Ayaka Takahashi –  Anjali Kalita /  Jyotshna Polavarapu: 21-18 / 21-17
- Laura Choinet /  Weny Rasidi –  K. Radhika Reddy /  E. Deepthi Shalini: 21-2 / 21-7
- Anneke Feinya Agustin /  Annisa Wahyuni –  Nairul Suhaida Abdul Latif /  Goh Liu Ying: 21-17 / 16-21 / 21-15
- Tang Jinhua /  Xia Huan –  Aparna Balan /  B. R. Meenakshi: 21-13 / 21-9
- Ma Jin /  Wang Xiaoli –  Amelia Alicia Anscelly /  Lim Yin Loo: 21-4 / 21-15
- Pradnya Gadre /  Prajakta Sawant –  Shizuka Uchida /  Ayane Kurihara: w.o.
- Chan Hung Yung /  Chau Hoi Wah –  Pooja Shrestha /  Sara Devi Tamang: w.o.
- Shinta Mulia Sari /  Yao Lei –  Komala Dewi /  Debby Susanto: 21-19 / 21-15
- Vita Marissa /  Nadya Melati –  Marylen Ng Poau Leng /  Woon Khe Wei: 21-18 / 21-13
- Jwala Gutta /  Shruti Kurien –  Pradnya Gadre /  Prajakta Sawant: 21-15 / 19-21 / 21-15
- Haw Chiou Hwee /  Li Yujia –  Louisa Koon Wai Chee /  Mong Kwan Yi: 21-9 / 21-9
- Endang Nursugianti /  Jo Novita –  Chan Hung Yung /  Chau Hoi Wah: 22-20 / 14-21 / 21-17
- Laura Choinet /  Weny Rasidi –  Yu Hirayama /  Ayaka Takahashi: 21-18 / 21-19
- Tang Jinhua /  Xia Huan –  Anneke Feinya Agustin /  Annisa Wahyuni: 21-19 / 21-9
- Ma Jin /  Wang Xiaoli –  Liu Fan Frances /  Vanessa Neo Yu Yan: 21-8 / 21-16
- Vita Marissa /  Nadya Melati –  Shinta Mulia Sari /  Yao Lei: 21-14 / 21-17
- Jwala Gutta /  Shruti Kurien –  Haw Chiou Hwee /  Li Yujia: 21-19 / 21-16
- Endang Nursugianti /  Jo Novita –  Laura Choinet /  Weny Rasidi: 21-16 / 21-13
- Ma Jin /  Wang Xiaoli –  Tang Jinhua /  Xia Huan: 21-13 / 21-9
- Vita Marissa /  Nadya Melati –  Jwala Gutta /  Shruti Kurien: 21-17 / 21-9
- Ma Jin /  Wang Xiaoli –  Endang Nursugianti /  Jo Novita: 21-9 / 21-6
- Ma Jin /  Wang Xiaoli –  Vita Marissa /  Nadya Melati: 21-14 / 21-13

### Mixed
- Mak Hee Chun /  Nairul Suhaida Abdul Latif –  Hendra Gunawan /  Endang Nursugianti: 21-13 / 21-10
- Tontowi Ahmad /  Richi Puspita Dili –  Mohd Lutfi Zaim Abdul Khalid /  Lim Yin Loo: 21-16 / 12-21 / 24-22
- Shen Ye /  Ma Jin –  Alvent Yulianto /  Jo Novita: 21-11 / 21-18
- Hendri Kurniawan Saputra /  Vanessa Neo Yu Yan –  Arun Vishnu /  Aparna Balan: 21-17 / 21-18
- Lim Khim Wah /  Marylen Ng Poau Leng –  Jayan James /  B. Deepthi Priyadarshini: 21-13 / 21-15
- Ong Jian Guo /  Chong Sook Chin –  Wong Wai Hong /  Louisa Koon Wai Chee: 21-11 / 21-13
- Hendra Wijaya /  Li Yujia –  Teo Kok Siang /  Amelia Alicia Anscelly: 21-13 / 22-20
- Muhammad Rizal /  Debby Susanto –  Alwin Francis /  Jyotshna Polavarapu: 21-11 / 21-16
- Chen Zhiben /  Zhang Jinkang –  Pranav Chopra /  Pradnya Gadre: 21-9 / 21-6
- Tao Jiaming /  Wang Xiaoli –  Hui Wai Ho /  Chan Hung Yung: 21-11 / 21-9
- Tanveer Gill /  Mohita Sahdev –  Indra Mehata /  Pooja Shrestha: w.o.
- Baptiste Carême /  Laura Choinet –  Ram Singh Chaudhari /  Sara Devi Tamang: w.o.
- Liu Xiaolong /  Tang Jinhua –  Akshay Dewalkar /  Krishna Dekaraja: w.o.
- Yohan Hadikusumo Wiratama /  Chau Hoi Wah –  Mak Hee Chun /  Nairul Suhaida Abdul Latif: 22-20 / 21-16
- Tontowi Ahmad /  Richi Puspita Dili –  Tanveer Gill /  Mohita Sahdev: 21-3 / 21-6
- Flandy Limpele /  Vita Marissa –  Shen Ye /  Ma Jin: 21-19 / 21-16
- Hendri Kurniawan Saputra /  Vanessa Neo Yu Yan –  Lim Khim Wah /  Marylen Ng Poau Leng: 18-21 / 21-18 / 21-11
- Ong Jian Guo /  Chong Sook Chin –  Hendra Wijaya /  Li Yujia: 14-21 / 24-22 / 21-17
- Muhammad Rizal /  Debby Susanto –  Baptiste Carême /  Laura Choinet: 21-15 / 21-14
- Tao Jiaming /  Wang Xiaoli –  Chen Zhiben /  Zhang Jinkang: 21-17 / 22-20
- Valiyaveetil Diju /  Jwala Gutta –  Liu Xiaolong /  Tang Jinhua: 21-10 / 21-15
- Tontowi Ahmad /  Richi Puspita Dili –  Yohan Hadikusumo Wiratama /  Chau Hoi Wah: 14-21 / 21-17 / 21-19
- Flandy Limpele /  Vita Marissa –  Hendri Kurniawan Saputra /  Vanessa Neo Yu Yan: 24-22 / 23-25 / 21-13
- Ong Jian Guo /  Chong Sook Chin –  Muhammad Rizal /  Debby Susanto: 21-19 / 21-19
- Valiyaveetil Diju /  Jwala Gutta –  Tao Jiaming /  Wang Xiaoli: 21-13 / 21-13
- Flandy Limpele /  Vita Marissa –  Tontowi Ahmad /  Richi Puspita Dili: 21-10 / 21-19
- Valiyaveetil Diju /  Jwala Gutta –  Ong Jian Guo /  Chong Sook Chin: 21-11 / 21-12
- Flandy Limpele /  Vita Marissa –  Valiyaveetil Diju /  Jwala Gutta: 21-14 / 21-17